# Mo Solid Gold
Mo Solid Gold was een Britse band met soul-, funk- en gospelinvloeden. De band bestond van 1999 tot 2002.
De meeste bandleden, Alexander Boag (gitaar), Julian Hewings (basgitaar), Rob Hague (drums) en Craig Warnock (hammondorgel), speelden eerder samen in de band These Animal Men. In de nieuwe band werd daar zanger "K" (Kevin Hepburn) aan toegevoegd. 
Mo Solid Gold bracht in haar bestaan slechts een album uit, te weten Brand New Testament. Dit album kwam in 2001 uit bij platenmaatschappij Chrysalis, een dochter van EMI. Van dit album kwamen vier singles: Prince Of The New Wave, David's Soul (beide uit 2000), Personal Saviour en Safe From Harm (beide uit 2001). Personal Saviour haalde de Nederlandse hitlijsten.
In 2001 trad de band op op Lowlands en Pukkelpop. Ook deed de band dat jaar een optreden voor Club Lek van 3voor12.